# Intradorso

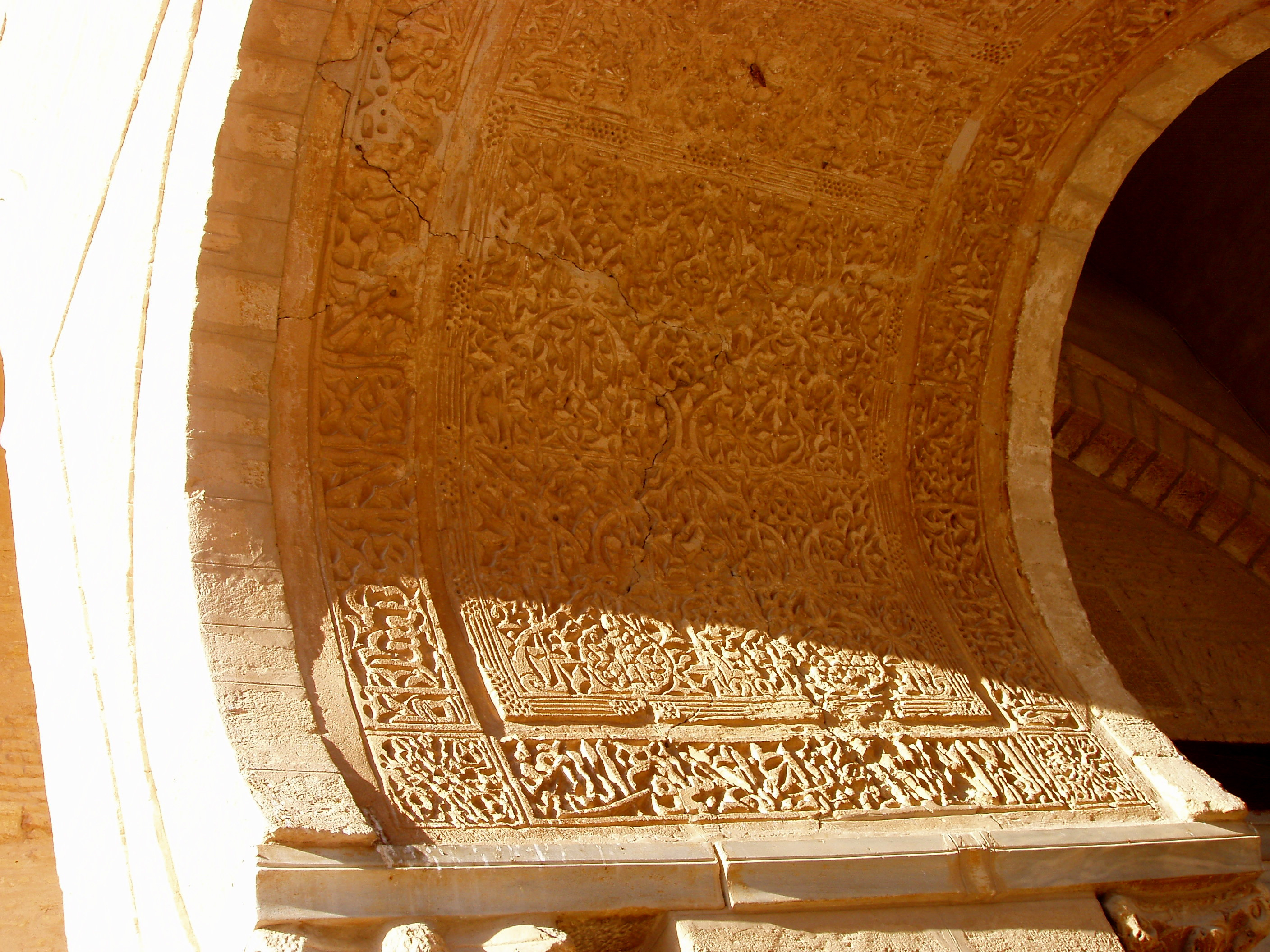
Intradorso decorado com uma decoração de arabescos na Grande Mesquita de Kairouan, Tunísia.

O Intradorso é um termo arquitectónico que designa a superfície interna e inferior de um arco, abóbada ou aduela. Intradorso vem do latim intra, dentro e dorso, do dorso. É o lado oposto ao extradorso.

## Tubos
Nos tubos, o intradorso é o ponto superior da superfície interior.

## Muros de contenção
Num muro de contenção o intradorso é a cara visível, oposta ao extradorso.